# Heinkel He 100
El Heinkel He 100 fue un avión de caza alemán construido por la compañía Heinkel antes del inicio de la Segunda Guerra Mundial. A pesar de que resultó ser uno de los cazas más veloces del mundo en la época de su desarrollo, el diseño no fue elegido para entrar en producción en serie; fueron construidos sólo unos 19 prototipos y ejemplares de preproducción. La razón del fracaso del He 100 para alcanzar el estado de producción es objeto de debate; se considera que una de las razones para ello fue la escasez de motores Daimler-Benz DB 600 y que quedarán reservados para los Messerschmitt Bf 109. No se conoce ningún ejemplar que haya sobrevivido a la guerra.
Oficialmente, la Luftwaffe rechazó el He 100 para concentrarse en el desarrollo del Messerschmitt Bf 109 como caza monoplaza. Después de la adopción de los Bf 109 y Bf 110 como cazas estándar de la Luftwaffe, el Ministerio del Aire alemán anunció una política de reconversión que encomendó el desarrollo de cazas a Messerschmitt y el de bombarderos a  Heinkel.

## Especificaciones (He 100D-1)

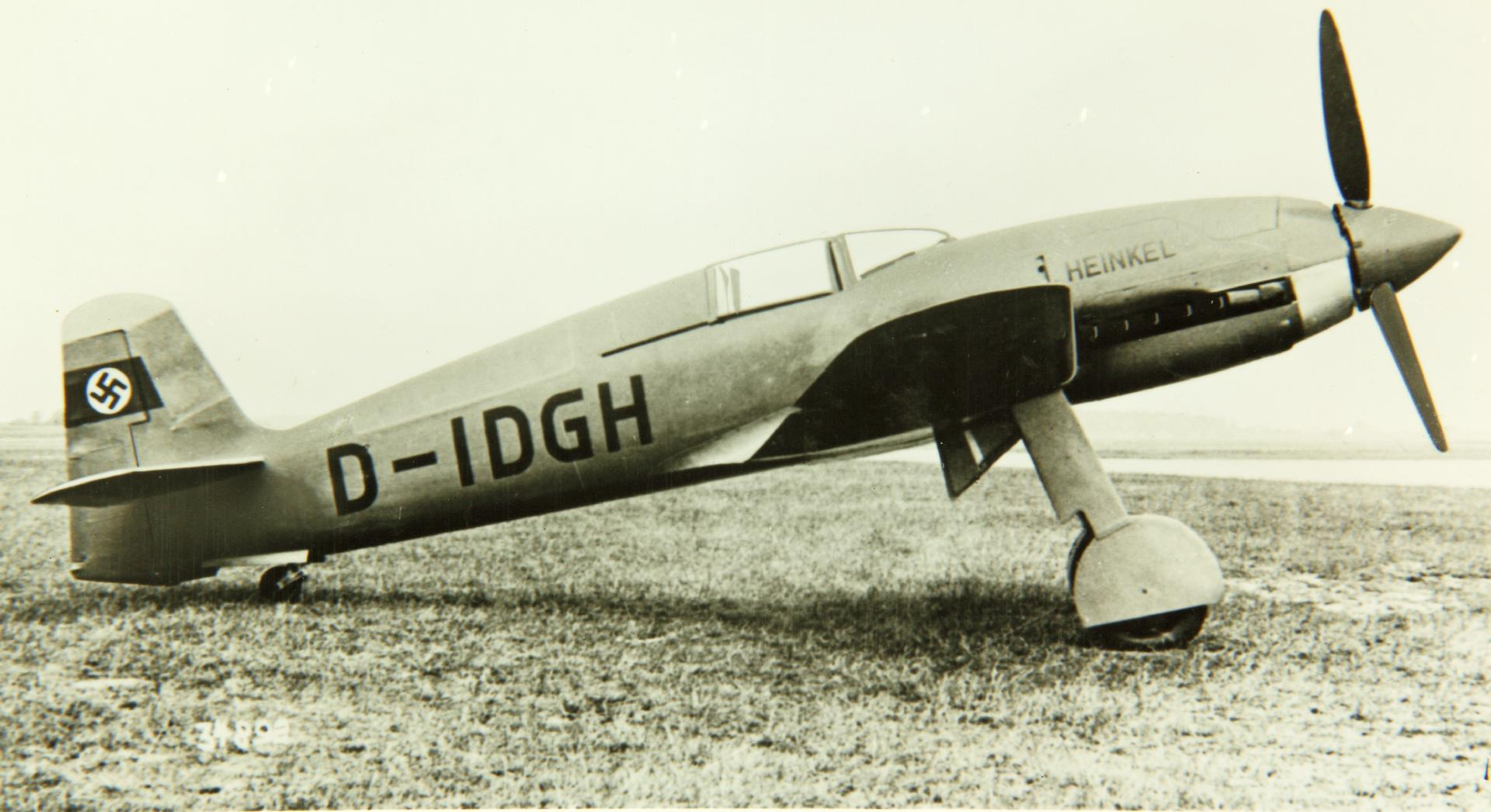
Heinkel 100 V3 D-IDGH

Referencia datos: Heinkel's High Speed Hoaxer:The Annals of the He 100

### Características generales
- Tripulación: 1 piloto
- Longitud: 8,19 m
- Envergadura: 9,42 m
- Altura: 2,50 m
- Superficie alar: 14,50 m²
- Peso vacío: 2.070 kg
- Peso máximo al despegue: 2.500 kg
- Planta motriz: V12 sobrealimentado y enfriado por líquido Daimler-Benz DB 601M.
  - Potencia: 1.175 cv cada uno.

### Rendimiento
- Velocidad máxima operativa (Vno): 670 km/h
- Velocidad crucero (Vc): 552 km/h
- Alcance: 1.010 km
- Techo de vuelo: 11.000 m
- Régimen de ascenso: 15,2 m/s (2982 ft/min) hasta 2.000 m. 12,65 m/s hasta 6.000 m

### Armamento
- Ametralladoras: 2× MG 17 de 7,92 mm o cañones MG 151 de 20 mm

- Cañones: 1× MG FF de 20 mm

### Secuencias de designación
- Sistema de designación aeronaves del RLM: ← Fi 97 · Fi 98 · Fi 99 · He 100 · Al 101 · Al 102 · Al 103 →

### Listas relacionadas
- Anexo:Cazas de la Segunda Guerra Mundial
- Anexo:Aeronaves militares de Alemania en la Segunda Guerra Mundial